# Fränukläpparna
Fränukläpparna är öar i Finland. De ligger i Skärgårdshavet och i kommunen Pargas i landskapet Egentliga Finland, i den sydvästra delen av landet. Öarna ligger omkring 68 kilometer sydväst om Åbo och omkring 190 kilometer väster om Helsingfors. Fränukläpparna ligger 5 meter över havet.
Arean för den av öarna koordinaterna pekar på är 0,6 hektar och dess största längd är 150 meter i nord-sydlig riktning. Det finns inga samhällen i närheten.